# Democracia energética
A democracia energética é um conceito desenvolvido dentro do movimento de justiça ambiental que combina a transição das energias renováveis com os esforços para democratizar a produção e gestão de recursos energéticos – incluindo propriedade social da infraestrutura energética, descentralização dos sistemas energéticos e expansão da participação pública. Em vez de descarbonização como um desafio puramente tecnológico, a democracia energética identifica a transição para as energias renováveis como uma oportunidade de redistribuir o poder político e econômico para fins igualitários. 
A democracia energética foi endossada por organizações comunitárias, grupos de reflexão, sindicatos e ONGs como uma estrutura para a descarbonização.  O conceito também está associado a uma série de campanhas na Europa e na América do Norte pedindo a municipalização das empresas de energia e a democratização de suas estruturas de governança.  

## Princípios
A definição exata de democracia energética é contestada e o termo é usado para se referir a um conjunto diversificado de propostas, práticas e ideias.  No entanto, os defensores geralmente definem a democracia energética como a incorporação de princípios progressistas que eles acreditam que devem orientar a política e a governança energética contemporâneas – ou seja, propriedade social, participação pública e descentralização. 

### Propriedade social
Os defensores da democracia energética apoiam uma transição para a propriedade social de empresas e infraestrutura de energia, argumentando que as concessões privadas existentes não são adequadas para atender às preocupações de justiça ambiental.  A chamada para a propriedade social abrange tanto a expansão da propriedade pública (ou seja, municipalização e nacionalização) quanto a promoção de formas de propriedade coletiva (por exemplo, cooperativas de energia). 

### Participação do público
A democracia energética exige a expansão da participação pública na transição para as energias renováveis e no funcionamento mais amplo do setor de energia. Ao fazê-lo, os defensores argumentam que a política energética e a tomada de decisões incorporarão melhor o conhecimento local e as preocupações de justiça ambiental das comunidades locais.   Vários mecanismos de participação pública foram sugeridos, incluindo a criação de conselhos de supervisão de energia democraticamente eleitos e a incorporação da deliberação pública no processo de formulação de políticas. 

### Descentralização
Painéis solares, turbinas eólicas e outras tecnologias de energia renovável permitem que a geração de energia seja fisicamente descentralizada; os defensores da democracia energética acreditam que essa descentralização energética pode ser uma ferramenta para capacitar as comunidades locais e desconcentrar riqueza e poder.  Ao construir e gerenciar infraestrutura de energia em escala comunitária (por exemplo, parques eólicos  comunitários e condomínios solares), as comunidades evitam ter que terceirizar a geração de energia para empresas privadas com monopólios regionais.  Além disso, os defensores argumentam que a descentralização pode mudar as relações comunitárias com o consumo de energia, transformando os membros da comunidade em prossumidores com interesse direto em questões de produção. 

## Campanhas
Em 2012, uma coalizão global de sindicalistas fundou os Sindicatos para a Democracia Energética para organizar os trabalhadores em apoio à ação climática e uma transição justa para as energias renováveis. A partir de 2021, a rede reivindica a adesão de 89 órgãos sindicais em 26 países. 
Em 2021, a New York Energy Democracy Alliance juntou-se a outras organizações estaduais de advocacia na formação da Public Power NY Coalition. A coalizão está atualmente defendendo a aprovação do New York Utility Democracy Act (SB S7243), que municipalizaria as empresas de serviços públicos privados de Nova York e criaria conselhos de serviços públicos democraticamente eleitos para supervisionar suas operações.  